# Lake Waukomis, Missouri
Lake Waukomis, Missouri (енгл. Lake Waukomis) град је у америчкој савезној држави Мисури.

## Демографија
По попису из 2010. године број становника је 870, што је 47 (-5,1%) становника мање него 2000. године.
| Група             | 2000.       | 2010.       |
| Белци             | 890 (97,1%) | 818 (94,0%) |
| Афроамериканци    | 0 (0,0%)    | 0 (0,0%)    |
| Азијати           | 7 (0,8%)    | 11 (1,3%)   |
| Хиспаноамериканци | 17 (1,9%)   | 29 (3,3%)   |
| Укупно            | 917         | 870         |